# 延吉帽儿山国家森林公园
42°50′56″N 129°28′19″E / 42.849°N 129.472°E

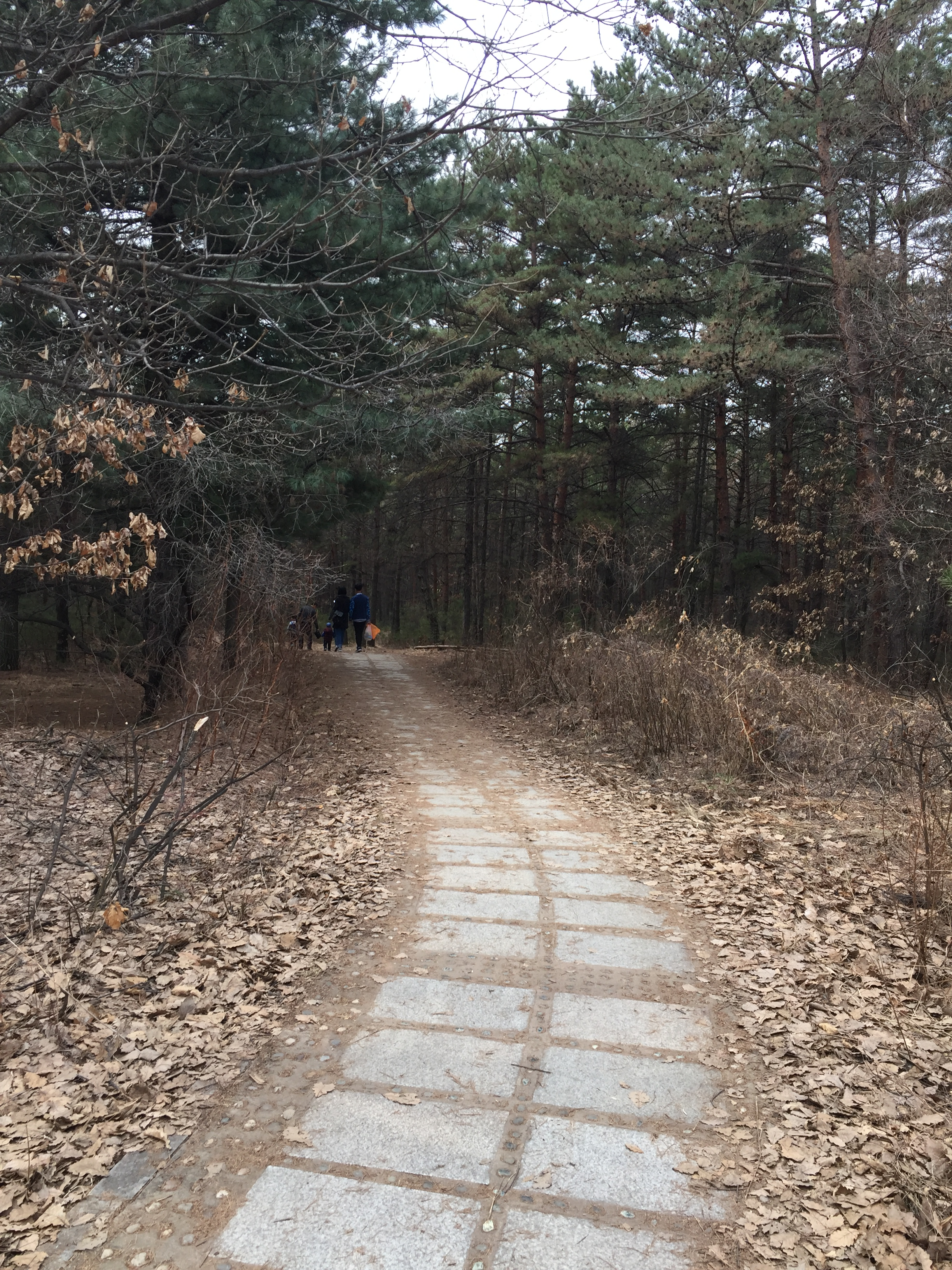
铺设在吉林帽儿山山麓的石板路

延吉帽儿山国家森林公园，又称吉林帽儿山、延吉帽儿山，是位于中国吉林省延边朝鲜族自治州延吉市南郊的一个国家森林公园，因远观形似一顶草帽而得名。吉林帽儿山占地面积1100公顷，最高海拔517.2米，于1992年11月设立，是延吉市唯一一个国家级森林公园。帽儿山被认为是布尔哈通河与海兰江的天然观览台。

## 历史
1991年初，延吉市政府组建了帽儿山开发管理领导小组，着手规划帽儿山的开发建设以及招商引资等方面的基础工作。1992年11月，中华人民共和国林业部正式批准帽儿山为国家森林公园，市政府借此进一步明确了帽儿山的开发方向：主要以森林植物为主，兼有朝鲜族民族风情和部分人文景观，可供游客娱乐、游览和度假的国家级森林公园。2007年，帽儿山被列入延吉市“一山、二河、三城、八区、百巷、万民”城市整体规划当中，投资金额达1000万元人民币，便民基础设施建设项目开始逐步实施。山脚休闲广场、公园管护办公室以及停车场等相继建成，从入口到山峰的木栈道也随之完成。

## 概况
延吉帽儿山国家森林公园坐落于中国延边朝鲜族自治州吉林省延吉市南郊，占地面积1100公顷，最高海拔517.2米，森林覆盖率为76.1%，是延吉市唯一一个国家级森林公园。由于公园坐落于朝鲜族民族自治地区内，在园区内除100多个汉语标识外，还有20处以朝鲜语标记的标识，另设有少数英语和俄语标识。